# David Honys
David Honys (3. prosince 1971, Praha) je český vědec a pedagog specializující se na molekulární biologii rostlin. Je členem Akademické rady Akademie věd ČR, předsedou Rady pro zahraniční styky AV ČR a profesorem genomiky a proteomiky. Je ženatý, má tři syny.

## Vzdělání a vědecká kariéra
- Vystudoval anatomii a fyziologii rostlin na Přírodovědecké fakultě Univerzity Karlovy. Jako postdoktorand působil na Univerzitě v Leicesteru ve Velké Británii. Ve své vědecké práci se zabývá vývojovou biologií rostlin ve vztahu k jejich reprodukci.[2]

- V letech 2007–2012 byl zástupcem ředitelky Ústavu experimentální botaniky AV ČR, kde od roku 2004 vede laboratoř biologie pylu.[3]
- Během pobytu na Univerzitě v Leicesteru se mu podařilo poprvé odhalit dynamiku globální aktivity genů během vývoje jedné rostlinné buňky v přirozených podmínkách.[4]
- Byl součástí mezinárodního týmu, který popsal, jak se na genetické úrovni promítla kolonizace souše rostlinami do způsobu jejich rozmnožování.[5]
- S kolegy se také věnuje partnerské komunikaci při rozmnožování rostlin a nejnověji také termotoleranci pylu, která je klíčová pro úspěšné završení rozmnožovacího cyklu rostlin zejména v současném období klimatických změn.[6]

## Vysokoškolská a pedagogická činnost
- Od roku 2004 vyučuje a vede studenty na Univerzitě Karlově. V roce 2021 byl jmenován profesorem genomiky a proteomiky na návrh vědecké rady Masarykovy univerzity.
- Je členem oborových rad doktorských studijních programů na Přírodovědecké fakultě Univerzity Karlovy, Přírodovědecké fakultě Masarykovy univerzity a Fakultě tropického zemědělství České zemědělské univerzity.
- Přednáší pokročilé semestrální kurzy v magisterském i doktorském studijním programu a působí jako školitel pregraduálních a postgraduálních studentů v oborech experimentální biologie rostlin, genetika, molekulární biologie a virologie.

## Manažerská a diplomatická kariéra
Od roku 2021 je členem Akademické rady AV ČR, zastupuje místopředsedu pro II. vědní oblast. Koordinuje koncepční záležitosti mezinárodní spolupráce AV ČR a aktivity v oblasti bezpečnosti vědeckých informací (trusted research). Zastupuje Akademii v rámci zapojení do evropského výzkumného prostoru a spolupracuje přitom se státními orgány ČR. Intenzivně se také věnuje vědecké diplomacii.
Účastnil se například přípravy a realizace balíčku „Odolná a udržitelná Evropa“ v rámci předsednictví České republiky Radě EU, uvedl do praxe program Akademie věd ČR „Researchers at Risk Fellowship“ na podporu ve svých zemích ohrožených výzkumných pracovníků. Podílel se na rozvoji akademického programu podporujícího mladé nadějné vědce - postdoktorandy.

## Další odborné aktivity
- 2008: Národní delegát ve výboru ESF-COST
- 2011: Člen/předseda panelů a oborové komise Grantové agentury ČR
- 2012: Člen Rady Ústavu experimentální medicíny AV ČR
- 2017: Člen Ekonomické rady Akademie věd ČR
- 2021: Člen Akademické rady Akademie věd ČR
- 2022: Prezident International Association of Sexual Plant Reproduction Research
- 2022: Organizace konference The 26th International Conference on Sexual Plant Reproduction v Praze[7]

## Zájmy
Rád chodí do divadla, fotografuje, obdivuje architekturu, cestuje a poznává různé kultury. Jako vášnivý kuchař experimentuje s místními kuchyněmi a jejich chutěmi.